# Brachyencyrtus
Brachyencyrtus är ett släkte av steklar som beskrevs av Hoffer 1959. Brachyencyrtus ingår i familjen sköldlussteklar.
Kladogram enligt Catalogue of Life och Dyntaxa:
| Brachyencyrtus | \| \| Brachyencyrtus araneoides \| \| \| \| \| \| Brachyencyrtus pumilio \| \| \| \| |
|                | \| \| Brachyencyrtus araneoides \| \| \| \| \| \| Brachyencyrtus pumilio \| \| \| \| |
|                | Brachyencyrtus araneoides                                                            |
|                |                                                                                      |
|                | Brachyencyrtus pumilio                                                               |
|                |                                                                                      |